# Artatama I.
Artatama I. (sanskrt Ṛta-dhaman, Njegov dom je Rta)  je bil kralj huritskega kraljestva Mitani ki je vladal v poznem 15. stoletju pr. n. št. Bil je sodobnik egipčanskih faraonov Amenhotepa II. in Tutmoza IV.
O Artatami I. je malo znanega, ker ni zapustil nobenega pisnega dokumenta. V Amarnskih pismih je omenjen kot vladar, ki je sklenil zavezništvo s Tutmozom IV. Po sodobni interpretaciji sicer zelo skopih virov je prišel na oblast v času, ko so Mitani resno ogrožali Hetiti. Ker je Mitaniju grozila vojna na dveh frontah, s Hetiti na severu in Egipčani na jugu, je Egiptu predlagal mirno delitev spornih ozemelj v Siriji.  Mirna rešitev starih sporov se je razvila v politično in vojaško zavezništvo, čeprav so Egipčani več let dvomili v mitansko iskrenost. Kasneje je Tutmoz IV. predlagal poroko z Artatamovo hčerko.kar je Artatama  iz neznanega vzroka zavrni. Egipčani so mu zatem poslali še sedem ženitnih ponudb preden se je Artatama z njo končno strinjal.
Artatama I. je bil oče kraljice Mutemvije in po materini strani stari oče Amenhotepa III. Nasledil ga je je sin Šuttarna II.

## Vira
- Bryce, Trevor (2005): The kingdom of the Hittites. Oxford University Press. ISBN 0-19-927908-X.
- Petrie, Flinders. Mitannian (Armenian) origin.